# Anagonou Vodjo
 (juillet 2025).
Anagonou Vodjo, né en 1947 est une chanteuse de la musique traditionnelle béninoise "Akonhoun".

## Biographie
Né à Abomey (Danxomé) en 1947, Anagonou Vodjo est une personnalité de la musique traditionnelle au Bénin. Elle s’est spécialisée dans le rythme Akonhoun qui, à l’origine, est une percussion exécutée dans les palais royaux lors de grandes festivités. Elle est porteuse d’un pan de l’identité d’Abomey et de la culture béninoise en général. Elle a été membre fondatrice de l’Association Nationale des Compositeurs Chanteurs Traditionnels du Bénin, Présidente des Femmes de la Fédération des Associations des Musiciens Traditionnels du Bénin,,,,.

## Genre musical
Anagonou Vodjo spécialiste du "Akonhoun" en langue Fongbé (Akon= torse et Houn=rythme) "rythme du torse", qui est à la fois un rythme et une danse traditionnelle festive issue du sud Bénin,,.

## Album
Vodjo a à son actif 19 albums dont un dernier qui ne sortira jamais.

## Reconnaissance et fin de vie
Le 25 octobre 2015, lors du conseil des ministres sous Boni Yayi, elle a été élevée aux ordre national du mérite Social. Elle meurt le 14 septembre 2015 à Comè département du Mono dans sa 68e année.